# Julia Remmerswaal
Pour les articles homonymes, voir Remmerswaal.
Julia Remmerswaal née le 12 juillet 1995, est une joueuse néerlandaise de hockey sur gazon. Elle évolue au poste de gardien de but au HDM et avec l'équipe nationale néerlandaise.

## Carrière
- Elle a fait ses débuts en équipe première le 23 janvier 2017 contre l'Espagne à Cadix lors de la Ligue professionnelle 2021-2022[1].

## Palmarès
- : 1re à la Ligue mondiale 2016-2017.
- : 1re à la Ligue professionnelle 2020-2021.
- : 2e à la Ligue professionnelle 2021-2022.